# Chicago Bears 2016
La stagione 2016 dei Chicago Bears fu la 97ª della franchigia nella National Football League e la seconda con John Fox come capo-allenatore.
I Bears venivano da un record di 6–10 nel 2015 e per la seconda stagione consecutiva persero tutte le prime tre partite, venendo colpiti dagli infortuni di diversi giocatori, con un massimo NFL di 19 giocatori in lista infortunati alla fine della stagione. Anche il quarterback Jay Cutler subì diversi infortuni, portando le riserve Brian Hoyer e Matt Barkley a giocare la maggior parte della stagione. Il club finì con un bilancio di 3-13, il peggiore della sua storia da quando il calendario fu ampliato a 16 partite nel 1978. I Bears inoltre persero tutte le otto gare in trasferta per la prima volta nella loro storia.

## Scelte nel Draft 2016
| Scelte dei Bears nel Draft 2016 |        |                        |       |                  |
| Giro                            | Scelta | Giocatore              | Ruolo | College          |
| 1                               | 9      | Leonard Floyd          | OLB   | Georgia          |
| 2                               | 56     | Cody Whitehair         | G     | Kansas State     |
| 3                               | 72     | Jonathan Bullard       | DE    | Florida          |
| 4                               | 113    | Nick Kwiatkoski        | ILB   | West Virginia    |
| 4                               | 124    | Deon Bush              | S     | Miami (FL)       |
| 4                               | 127    | Deiondre' Hall         | CB    | Northern Iowa    |
| 5                               | 150    | Jordan Howard          | RB    | Indiana          |
| 6                               | 185    | DeAndre Houston-Carson | S     | William & Mary   |
| 7                               | 230    | Daniel Braverman       | WR    | Western Michigan |

## Staff
| Staff dei Chicago Bears nel 2016 |
| --- |
| Organi dirigenziali - Chairman: George McCaskey - Presidente/CEO: Ted Phillips - General manager: Ryan Pace Capo allenatore - John Fox Altri allenatori - Assistente del capo-allenatore/Coordinatore dello Special Team: Joe DeCamillis - Coordinatore dello sviluppo della forza e della condizione: Mike Clark - Assistente dello sviluppo della forza e della condizione: Jim Arthur - Qualità e controllo dell'attacco: Brendan Nugent e Carson Walch - Qualità e controllo della difesa: Sean Desal e Chris Harris Allenatori dell'attacco - Coordinatore dell'attacco: Dowell Loggains - Quarterback: Dave Ragone - Running Back: Stan Drayton - Wide Receiver: Curtis Johnson - Tight End: Frank Smith - Assistente Offensive Line: Ben Wilkerson Allenatori della difesa - Coordinatore della difesa: Vic Fangio - Defensive Line: Mike Phair - Assistente Defensive Line: Michael Sinclair - Linebacker: Tim Tibesar - Defensive Back: Jon Hoke Allenatori dello special team - Assistente dello Special Team: Dwayne Stukes |

## Roster
| Roster dei Chicago Bears nel 2016 |
| --- |
| Quarterback - 6 Jay Cutler - 12 Matt Barkley Running Back - 25 Ka'Deem Carey - 24 Jordan Howard - 33 Jeremy Langford - 47 Paul Lasike FB Wide Receiver - 11 Josh Bellamy - 17 Alshon Jeffery - 81 Cameron Meredith - 19 Eddie Royal - 14 Deonte Thompson KR Tight End - 84 Ben Braunecker - 85 Daniel Brown - 86 Zach Miller - 82 Logan Paulsen Offensive Linemen - 76 Mike Adams T - 64 Eric Kush C - 62 Ted Larsen C - 72 Charles Leno T - 75 Kyle Long G - 70 Bobby Massie T - 71 Josh Sitton G - 65 Cody Whitehair C Defensive Linemen - 74 Jonathan Bullard DE - 91 Eddie Goldman NT - 96 Akiem Hicks DE - 93 Will Sutton NT - 98 Mitch Unrein DE - 90 Cornelius Washington DE Linebacker - 49 Sam Acho OLB - 94 Leonard Floyd OLB - 50 Jerrell Freeman ILB - 52 Christian Jones OLB - 44 Nick Kwiatkoski ILB - 92 Pernell McPhee OLB - 53 John Timu ILB - 59 Danny Trevathan ILB - 97 Willie Young OLB Defensive Back - 38 Adrian Amos FS - 26 Deon Bush FS - 20 De'Vante Bausby CB - 37 Bryce Callahan CB - 32 Deiondre' Hall CB - 36 DeAndre Houston-Carson FS - 30 Demontre Hurst S - 29 Harold Jones-Quartey SS - 22 Cre'Von LeBlanc CB - 27 Sherrick McManis CB - 21 Tracy Porter CB - 31 Chris Prosinski FS Special Team - 4 Connor Barth K - 16 Pat O'Donnell P - 48 Patrick Scales LS Lista delle riserve - 57 Lamin Barrow ILB (IR) - 71 Nick Becton OT (IR) - 22 Brandon Boykin CB (IR) - 95 Ego Ferguson DE (IR) - 23 Kyle Fuller CB (IR) - 55 Hroniss Grasu C (IR) - 99 Lamarr Houston OLB (IR) - 2 Brian Hoyer QB (IR) - 47 Roy Robertson-Harris OLB (IR) - 43 Danny Mason ILB (IR) - 8 Connor Shaw QB (IR) - 13 Kevin White WR (IR) - 10 Marquess Wilson WR (PUP) Squadra di allenamento - 88 Rory Anderson TE (Practice squad/Injured) - 58 Jonathan Anderson ILB - 83 Daniel Braverman WR - 43 David Cobb RB - 60 Cornelius Edison C - 39 Jacoby Glenn CB - 80 Darius Jennings WR - 35 Raheem Mostert RB (Practice squad/Injured) - 78 Will Poehls OT - 46 Ronald Powell OLB - 67 Jimmy Staten DE 53 attivi, 13 inattivi, 11 nella squadra di allenamento, 0 free agent |
| Legenda - I rookie sono in corsivo. - Il primo ruolo è il principale mentre gli eventuali successivi indicano i ruoli secondari. - (IR) sta per Injured Reserve ed indica la lista ristretta per un solo giocatore infortunato che può tornare ad allenarsi dopo la settimana 6 e a rientrare in prima squadra dopo che questa ha giocato 8 partite. - (NF-Inj.) / (NF-Ill.) stanno rispettivamente per Non-Football Injured e Non-Football Illness ed indicano le liste dove viene inserito un giocatore che ha un infortunio o una malattia non dipendente dal football americano. - (PUP) sta per Physically Unable to Perform ed indica la lista dove viene inserito un giocatore mentre è in attesa di recuperare la condizione fisica. Nella stagione regolare dopo la sesta partita giocata dalla propria squadra, il giocatore ha tempo tre settimane per riprendere ad allenarsi, più tre settimane aggiuntive dal suo rientro agli allenamenti per rientrare in prima squadra. |

## Calendario
| Turno | Data               | Avversario              | Risultato          | Record             | Stadio                | Referto                                                        | NFL.com recap      |
| --- | ------------------ | ----------------------- | ------------------ | ------------------ | --------------------- | -------------------------------------------------------------- | ------------------ |
| 1 | 11/9               | at Houston Texans       | S 14–23            | 0–1                | NRG Stadium           | Game book                                                      | Recap              |
| 2 | 19/9               | Philadelphia Eagles     | S 14–29            | 0–2                | Soldier Field         | Game book Archiviato il 21 settembre 2016 in Internet Archive. | Recap              |
| 3 | 25/9               | at Dallas Cowboys       | S 17–31            | 0–3                | AT&T Stadium          | Game book                                                      | Recap              |
| 4 | 2/10               | Detroit Lions           | V 17–14            | 1–3                | Soldier Field         | Game book                                                      | Recap              |
| 5 | 9/10               | at Indianapolis Colts   | S 23–29            | 1–4                | Lucas Oil Stadium     | Game book                                                      | Recap              |
| 6 | 16/10              | Jacksonville Jaguars    | S 16–17            | 1–5                | Soldier Field         | Game book                                                      | Recap              |
| 7 | 20/10              | at Green Bay Packers    | S 10–26            | 1–6                | Lambeau Field         | Game book                                                      | Recap              |
| 8 | 31/10              | Minnesota Vikings       | V 20–10            | 2–6                | Soldier Field         | Game book                                                      | Recap              |
| 9 | Settimana di pausa | Settimana di pausa      | Settimana di pausa | Settimana di pausa | Settimana di pausa    | Settimana di pausa                                             | Settimana di pausa |
| 10 | 13/11              | at Tampa Bay Buccaneers | S 10–36            | 2–7                | Raymond James Stadium | Game book                                                      | Recap              |
| 11 | 20/11              | at New York Giants      | S 16–22            | 2–8                | MetLife Stadium       | Game book                                                      | Recap              |
| 12 | 27/11              | Tennessee Titans        | S 21–27            | 2–9                | Soldier Field         | Game book                                                      | Recap              |
| 13 | 4/12               | San Francisco 49ers     | V 26–6             | 3–9                | Soldier Field         | Game book                                                      | Recap              |
| 14 | 11/12              | at Detroit Lions        | S 17–20            | 3–10               | Ford Field            | Game book                                                      | Recap              |
| 15 | 18/12              | Green Bay Packers       | 'S 27–30           | 3–11               | Soldier Field         | Game book                                                      | Recap              |
| 16 | 24/12              | Washington Redskins     | 'S 21–41           | 3–12               | Soldier Field         | Game book                                                      | Recap              |
| 17 | 1/1                | at Minnesota Vikings    | S 10–38            | 3–13               | U.S. Bank Stadium     | Game book                                                      | Recap              |
| Note: Gli avversari della propria division sono in grassetto. # Gara giocata con le uniformi colorate. # Gara giocata con le unifortmi bianche. # Gare giocata con le uniformi degli anni quaranta. |                    |                         |                    |                    |                       |                                                                |                    |

## Premi individuali
Per il secondo anno consecutivo, nessun giocatore dei Bears fu convocato per il Pro Bowl. L'11 gennaio 2017, Jordan Howard fu nominato sostituto dell'infortunato David Johnson. Howard si unì così a Gale Sayers quali unici altri running back rookie dei Bears ad essere convocati per l'evento. Il 24 gennaio, anche Josh Sitton fu selezionato al posto dell'infortunato T.J. Lang.